# Jacaré-de-papo-amarelo
O jacaré-de-papo-amarelo (nome científico: Caiman latirostris), também chamado de ururau, é um réptil crocodiliano da família Alligatoridae e gênero Caiman. É amplamente distribuído pelo sudeste da América do Sul, ocorrendo em qualquer ecossistema associado à água nas bacias dos rios Paraná, Paraguai, Uruguai e São Francisco, sendo comum desde o extremo leste do Brasil até o Uruguai. Também ocorre em ecossistemas costeiros, como mangues. É um animal carnívoro que vive aproximadamente cinquenta anos. São conhecidos por este nome pois, durante a fase do acasalamento, estes animais costumam ficar com a área do papo amarelada. Possuem o focinho mais largo de todos os crocodilianos. O nome científico latirostris (nariz largo) vem do latim latus (largo ou amplo) e rostrum (nariz ou focinho).

## Etimologia
O nome ururau vem do tupi ururá.

## Características
Mede em média cerca de 2 metros mas já foram registrados indivíduos excepcionalmente grandes com 3,5 metros. Animais adultos tendem a ser de cor verde-oliva, enquanto os filhotes são mais amarronzados com costas listradas de preto e pontos escuros na cabeça e lateral da mandíbula inferior. Animais velhos são quase negros. A espécie é característica pelo seu focinho curto e largo que tem quase o mesmo comprimento que a largura à altura dos olhos. Machos geralmente possuem maior tamanho corporal e largura craniana. Caracterizam-se por possuírem uma mordida forte, podendo partir o casco de tartarugas ou tatus com extrema facilidade.

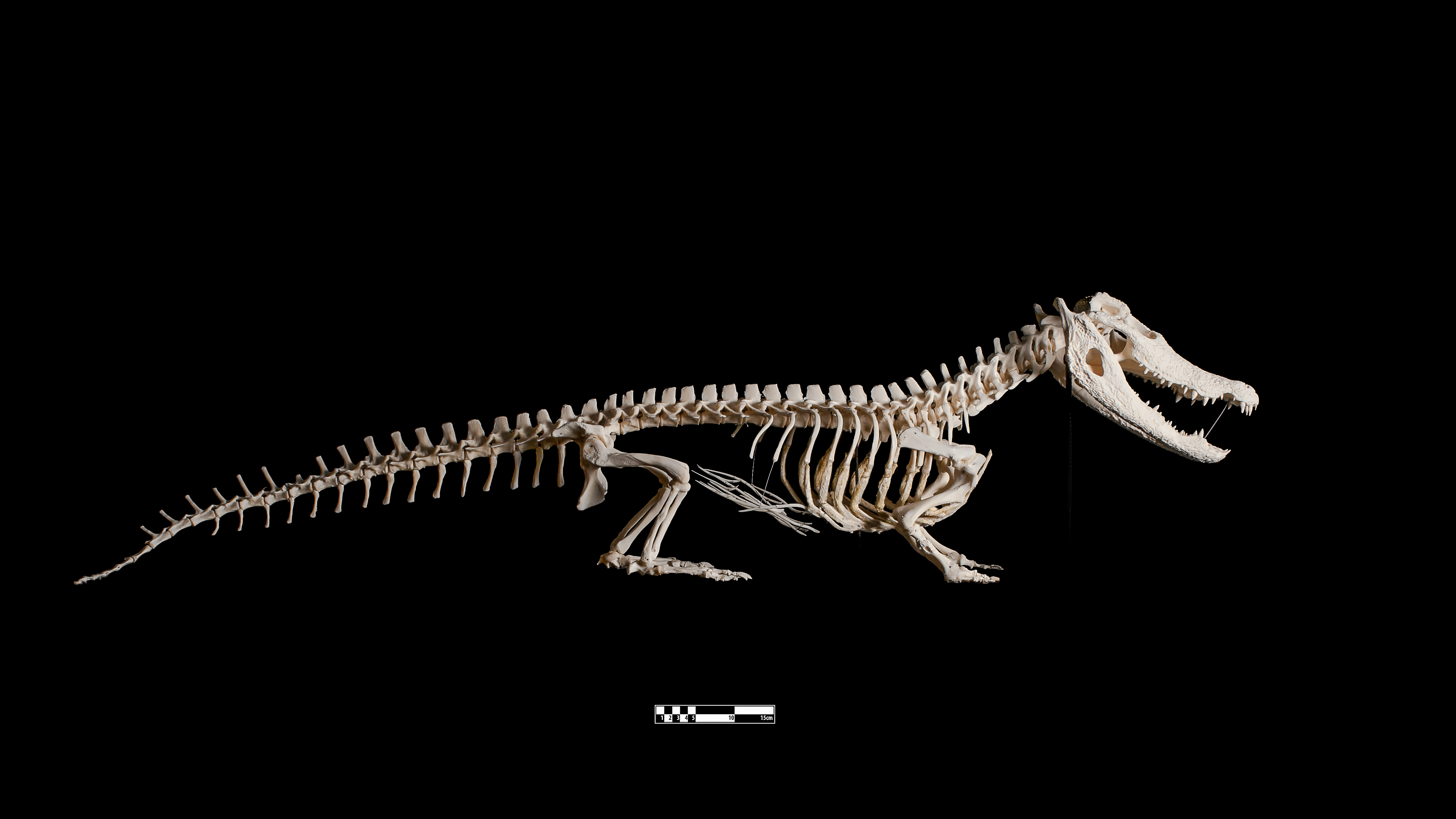
esqueleto de um Caiman latirostris

## Alimentação
Estes animais possuem uma alimentação generalizada alimentando-se de moluscos, crustáceos, insetos, peixes, aves, morcegos e até mesmo ungulados e outros répteis. Contudo, o tamanho influencia e por isso jacarés maiores tendem a pegar presas maiores. Seu alimento principal são certos moluscos gastrópodes disseminadores de algumas moléstias nas populações ribeirinhas. Desta forma, nos ambientes onde o jacaré foi eliminado, cresce a incidência de barriga de água entre a população e o gado que reside próximo aos rios.
Em um experimento realizado em um laboratório da UNESP, em São Paulo,  jacarés-de-papo-amarelo foram vistos se alimentando de frutos de banana-de-macaco (Philodendron bipinnatifidum). Entretanto, o estudo não foi conclusivo se o comportamento foi induzido pela presença de teiús Tupinambis merianae - que são onívoros, se ingeriram acidentalmente os frutos tentando capturar insetos atraídos por eles ou se esses animais realmente alimentam-se de frutos esporadicamente na natureza.

## Reprodução
O período de acasalamento ocorre de Agosto a Janeiro no Brasil, em Janeiro no Uruguai e de Janeiro a Março na Argentina. Coincide com os meses mais quentes do ano, já que é necessário calor ambiental para a incubação. A reprodução ocorre na terra ou em charcos úmidos, muitas vezes em ilhas fluviais ou na floresta ao redor durante meses mais úmidos. São geralmente localizados perto da água e em locais com pouca insolação. Os ninhos são constituídos de um monte feito de material orgânico como folhas, gravetos e eventualmente terra. Supõe-se que a terra é usada para fazer com que o ninho tenha um tamanho adequado quando não há matéria orgânica suficiente.

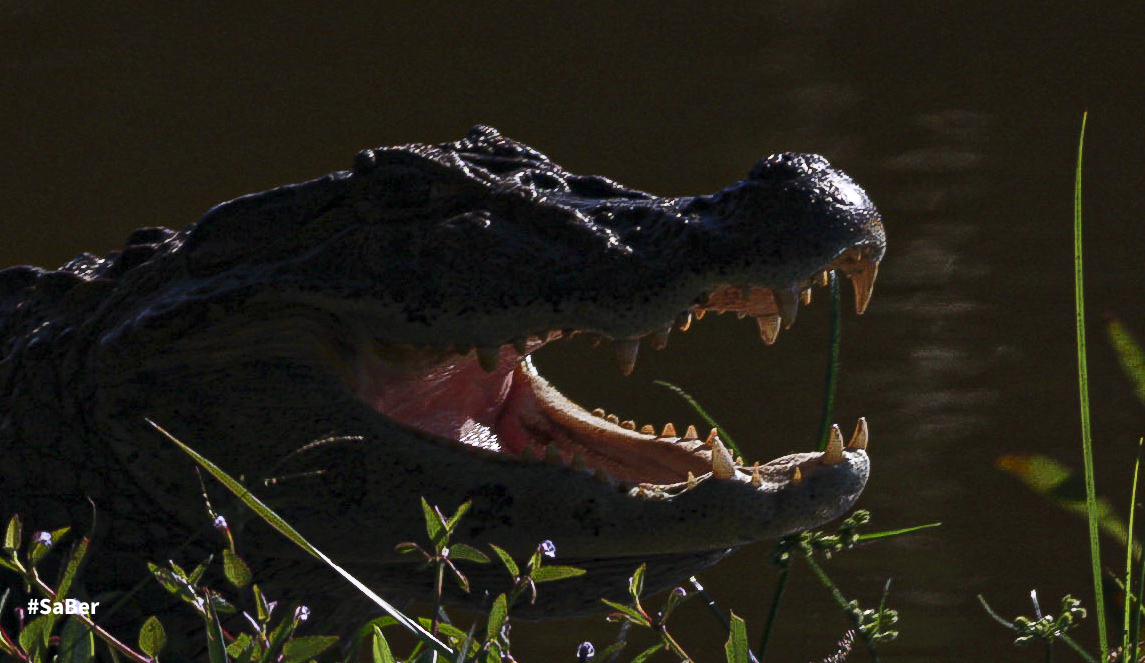
Jacaré-de-papo-amarelo no Parque Natural Municipal Bosque da Barra/RJ

A fêmea coloca em média 20 a 35 ovos no ninho e, após a postura, ela, como outros crocodilianos, adota uma postura agressiva e se afasta deles apenas para se alimentar, pois estes podem ser predados por animais como o teiú, quati, raposas, macacos e aves aquáticas. A temperatura de incubação é determinante para o sexo: entre 29º e 31º C os filhotes nascem todos fêmeas, com 33º nascem apenas machos e com 34,5º de ambos os sexos. Existem fatores mais importantes que contribuem para a determinação do sexo dos ovos. Os níveis de estrogênio e de estresse da mãe podem ter um efeito. Um estudo conduzido concluiu que cada ninho era diferente quanto ao sexo, embora tivessem a mesma temperatura. Isso indica que há outro fator que contribui para que um ninho tenha todos os ovos com machos ou com fêmeas. No momento da eclosão, entre 65 e 90 dias depois, os filhotes ainda dentro dos ovos vocalizam chamando a mãe que destrói o ninho e então os carrega na boca até a água. No primeiro ano de vida permanecem próximos ao local de nidificação sendo protegidos por ambos os pais.

## Habitat e distribuição

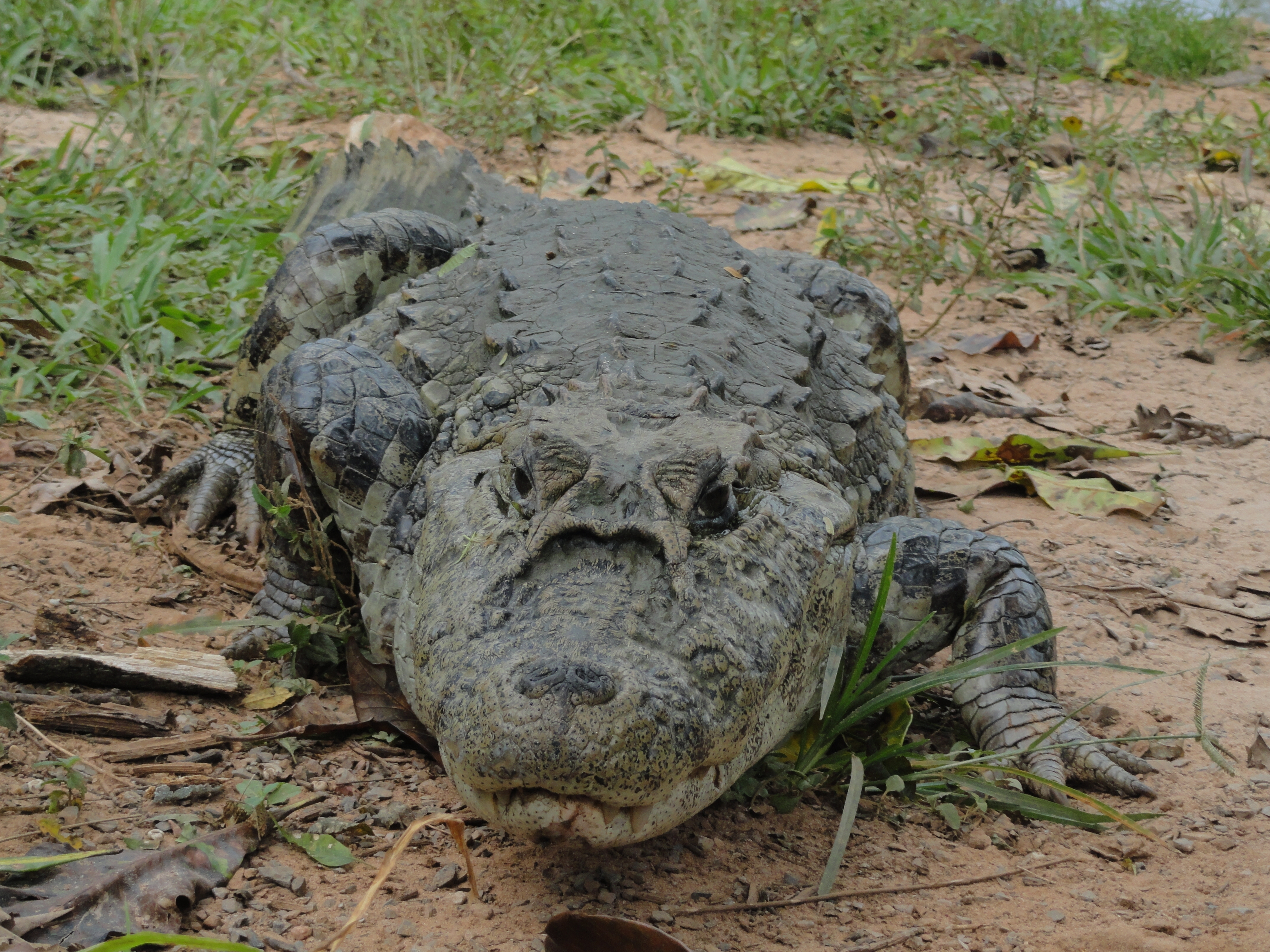
Jacaré-de-papo-amarelo (Caiman latirostris) à beira de lagoa - Bonito MS, Brasil

A espécie é altamente ligada a água, habitando uma variedade de ambientes como pântanos, charcos, rios e riachos, com forte associação a vegetação aquática densa. Pode ser encontrado em águas salobras e salgadas, chegando a habitar mangues no litoral e também já foram registrados em mangues de ilhas costeiras no sudeste do Brasil. Existem a até 800 m de altitude.
O jacaré-de-papo-amarelo é encontrado principalmente em pântanos e charcos ao longo do nordeste da Argentina, sudeste da Bolívia, Paraguai, norte do Uruguai e no Brasil. Sua distribuição se estende ao longo de regiões costeiras no sudeste do Brasil, desde o Rio Grande do Norte, Recife e a Bacia do São Francisco indo a oeste até o Mato Grosso, subindo o Rio Paraguai até o leste da Bolívia em pântanos abaixo da foz do Rio Madidi. Ao sul, alcança o Paraguai no baixo Rio Pilcomayo, a Bacia do Paraná no norte da Argentina e também no Paraguai, o sul do Brasil até a Lagoa dos Patos e Lagoa Mirim no Rio Grande do Sul; além do Uruguai, na Bacia do Uruguai e em pântanos costeiros. Apesar de ameaçado pela urbanização, pode ser encontrado em corpos de água urbanos da cidade do Rio de Janeiro, Belo Horizonte e Florianópolis. E Caraguatatuba no litoral norte de São Paulo.